# Kanton Cosne-Cours-sur-Loire-Nord
Der Kanton Cosne-Cours-sur-Loire-Nord war von 1985 bis 2015 ein französischer Kanton im Arrondissement Cosne-Cours-sur-Loire, im Département Nièvre und in der Region Burgund; sein Hauptort war Cosne-Cours-sur-Loire.

## Gemeinden
Der Kanton bestand aus einem Teil der Stadt Cosne-Cours-sur-Loire (angegeben ist hier die Gesamteinwohnerzahl) und weiteren vier Gemeinden:
| Gemeinde              | Einwohner Jahr | Fläche km² | Bevölkerungsdichte | Code INSEE | Postleitzahl |
| --------------------- | -------------- | ---------- | ------------------ | ---------- | ------------ |
| Annay                 | 340 (2013)     | –          | – Einw./km²        | 58007      | 58450        |
| La Celle-sur-Loire    | 855 (2013)     | –          | – Einw./km²        | 58044      | 58440        |
| Cosne-Cours-sur-Loire | 10.629 (2013)  | –          | – Einw./km²        | 58086      | 58200        |
| Myennes               | 561 (2013)     | –          | – Einw./km²        | 58187      | 58440        |
| Neuvy-sur-Loire       | 1.505 (2013)   | –          | – Einw./km²        | 58193      | 58450        |